# Кабаново (Усть-Калманський район)
Каба́ново (рос. Кабаново) — село у складі Усть-Калманського району Алтайського краю, Росія. Адміністративний центр Кабановської сільської ради.

## Населення
Населення — 684 особи (2010; 801 у 2002).
Національний склад (станом на 2002 рік):
- росіяни — 95 %